# 難波実夢
難波 実夢（なんば みゆ、2002年5月31日 - ）は、日本の女子競泳選手。奈良県奈良市出身。2020年東京オリンピック競泳日本代表。

## 経歴
奈良市立都南中学校、天理高等学校出身、近畿大学在学中。
400m自由形・800m自由形・1500m自由形で日本高校記録を保持している。
2021年4月4日、第97回日本選手権水泳競技大会の400m自由形で派遣標準記録を突破し、2位に入ったため2020年東京オリンピック日本代表に内定した。
2020年東京オリンピックでは女子400m自由形で予選落ち、女子800m自由形予選では8分32秒04のタイムで全体の17位となり決勝には進出できなかった。
2022年世界短水路選手権の800m自由形で、柴田亜衣の持つ日本記録8分13秒34を15年ぶりに更新する8分12秒98の日本新記録を樹立し、銅メダルを獲得した。1500m自由形では銀メダルを獲得した。

## 主な実績
- 2019年ジャパンオープン 400m自由形優勝 800m自由形優勝
- 2019年第74回国民体育大会水泳競技 400m自由形優勝
- 2019年日本選手権　400m自由形優勝[2]　800m自由形優勝[2]
- 2019年世界ジュニア水泳選手権 女子800m自由形2位
- 2020年日本選手権　1500m自由形優勝[2]
- 2021年日本選手権　400m自由形2位[4]　800m自由形優勝